# Episodi di New Tricks - Nuove tracce per vecchie volpi (settima stagione)
La settima stagione di New Tricks - Nuove tracce per vecchie volpi è composta da 10 episodi. In Italia viene trasmessa su Giallo.
| nº | Titolo originale      | Titolo italiano | Prima TV UK       | Prima TV Italia |
| -- | --------------------- | --------------- | ----------------- | --------------- |
| 1  | Dead Man Talking      |                 | 10 settembre 2010 | 2013            |
| 2  | It Smells of Books    |                 | 17 settembre 2010 |                 |
| 3  | Left Field            |                 | 24 settembre 2010 |                 |
| 4  | Dark Chocolate        |                 | 30 settembre 2010 |                 |
| 5  | Good Morning Lemmings |                 | 8 ottobre 2010    |                 |
| 6  | Fashion Victim        |                 | 15 ottobre 2010   |                 |
| 7  | Where There's Smoke   |                 | 22 ottobre 2010   |                 |
| 8  | Coming Out Ball       |                 | 29 ottobre 2010   |                 |
| 9  | Gloves Off            |                 | 5 novembre 2010   |                 |
| 10 | The Fourth Man        |                 | 12 novembre 2010  | 2013            |